# Clitella
Clitella is een monotypisch geslacht uit de familie Didemnidae en de orde Aplousobranchia uit de klasse der zakpijpen (Ascidiacea).

## Soorten
- Clitella nutricula Kott, 2001